# シディ・シソッコ
- シディ・シソコ

シディ・シソッコ（Sidy Cissoko, 2004年4月2日 - ）は、フランスのサン＝モーリス出身のプロバスケットボール選手。ポジションはシューティングガードまたはスモールフォワード。ポートランド・トレイルブレイザーズにツーウェイ契約で所属している。

## 経歴

### 生い立ち・ユース
フランスで生まれ育つ。父のヤヤ・シソッコは出身のバスケットボール選手で、1980年のモスクワオリンピックにセネガル代表として出場した。
2017年、13歳でスペインへ渡り、サスキ・バスコニアのユースチームへ配属された。2020-21シーズンは四部リーグで平均17.4得点を記録した。また、ジュニアチームトーナメントでは4位だった。

### サスキ・バスコニア
2021-22シーズンからバスコニアのトップチームへ配属され、17歳でプロデビューした。このシーズンは平均10.8得点・3.0リバウンド・2.4アシストを記録した。
2022年はナイキ・フープサミットに選出された。

### NBAGリーグ・イグナイト
2022年7月19日にNBAGリーグ・イグナイトと契約した。ヨーロッパ出身の選手がイグナイトと契約するのは初であった。
2022-23シーズンはNBAオールスターウィークエンドのライジング・スターズ・チャレンジ、Gリーグネクストアップ・ゲームに選出された。2023年2月から3月にかけて、5試合連続で20得点以上を記録した。2月24日のメンフィス・ハッスル戦でシーズンハイとなる24得点を記録した。

### サンアントニオ・スパーズ
2023年のNBAドラフトにて2巡目全体44位でサンアントニオ・スパーズから指名され、7月27日にスパーズとの契約を結んだ。
2025年2月3日にシカゴ・ブルズ、サクラメント・キングス、スパーズの3チーム間によるトレードで、ザック・ラビーンおよび3本のドラフト1巡目指名権と共にキングスへ放出され、2日後にヨナス・ヴァランチューナスとのトレードで、2本のドラフト2巡目指名権と共にワシントン・ウィザーズへ移籍したが、翌日にウィザーズから解雇された。

### ポートランド・トレイルブレイザーズ
2025年2月8日にポートランド・トレイルブレイザーズとツーウェイ契約を結んだ。

## 個人成績

### NBA

#### レギュラーシーズン
| シーズン | チーム | GP | GS | MPG  | FG%  | 3P%  | FT%  | RPG | APG | SPG | BPG | PPG |
| -------- | ------ | -- | -- | ---- | ---- | ---- | ---- | --- | --- | --- | --- | --- |
| 2023–24  | SAS    | 12 | 0  | 11.7 | .485 | .083 | .800 | 1.8 | .8  | .6  | .3  | 3.8 |
| 2024–25  | SAS    | 17 | 0  | 3.2  | .500 | .429 | .167 | .6  | .4  | .1  | .0  | 1.3 |
| 2024–25  | POR    | 5  | 0  | 12.0 | .333 | .000 | .667 | 2.2 | 1.8 | .2  | .2  | 2.0 |
| 通算     | 通算   | 34 | 0  | 7.5  | .460 | .160 | .625 | 1.3 | .7  | .3  | .1  | 2.3 |

## 代表歴
2021年、2022年に開催されたU-18ヨーロッパ選手権にフランス代表で出場した。